# Новиков, Александр Евдокимович
Алекса́ндр Евдоки́мович Но́виков (1922—1942) — советский военный лётчик, участник Великой Отечественной войны, Герой Советского Союза (1943).

## Биография
Родился 27 октября 1922 года в селе Ярцево Духовщинского уезда Смоленской губернии (ныне город Ярцево Смоленской области) в семье рабочих-текстильщиков.
Учился в средней школе № 1. После окончания 10 классов ушёл добровольцем в Красную Армию. Его направили на учёбу в Чугуевское военное авиационное училище (с 1941 года — Чугуевская военная школа пилотов). С января 1942 года — летчик 728-го истребительного авиационного полка. Сражался с захватчиками на Калининском фронте.
В ожесточённых воздушных боях с врагом проявил героизм и отвагу. На самолёте И-16 он совершил 93 боевых вылета, участвовал в десятках воздушных схваток.
Всего за период с 17 января по 9 марта 1942 года лично и в групповых боях уничтожил 15 вражеских самолётов. Помимо этого, при штурмовках наземных целей он сжёг 12 автомашин с войсками и грузами, вывел из строя 2 орудия и зенитную установку, истребил около ста солдат и офицеров.
9 марта 1942 года в паре с лётчиком Игорем Кустовым патрулировал над линией фронта. Заметив два бомбардировщика «Ю-88», лётчики атаковали и сбили одну машину. Неожиданно с большой высоты на них набросились два «мессершмитта». Старший сержант Кустов получил тяжёлое ранение и со снижением стал уходить к своему аэродрому. «Мессеры» кинулись за ним. Понимая, что повреждённый самолёт старшего сержанта Кустова станет для врага лёгкой добычей, лётчик Новиков встал на защиту боевого товарища. Ему удалось связать гитлеровцев боем, «мессершмитты» хоть и имели превосходство в скорости и вооружении, но вынуждены были защищаться от решительных атак советского лётчика. Они забыли о Кустове и, не жалея пуль и снарядов, стали обстреливать машину Александра Новикова. Одна из вражеских пуль оборвала его жизнь. Его самолёт упал в лесу и сгорел.
Указом Президиума Верховного Совета СССР «О присвоении звания Героя Советского Союза начальствующему и рядовому составу Красной Армии» от 30 января 1942 года за «образцовое выполнение боевых заданий командования на фронте борьбы с немецкими захватчиками и проявленными при этом отвагу и геройство» посмертно присвоено звание Героя Советского Союза.
Родители его не узнали о подвиге и гибели сына: они были расстреляны за связь с партизанами. Погиб на фронте и брат Александра Новикова — Константин.

## Память
- На здании Ярцевской средней школы № 1, в которой учился Герой, установлена мемориальная доска.
- Грамота Президиума Верховного Совета СССР о присвоении А. Е. Новикову звания Героя Советского Союза также хранится в музее Ярцевской школы № 1.

## Награды
- Медаль «Золотая Звезда» Героя Советского Союза;
- орден Ленина.